# Adam Everett
Pour les articles homonymes, voir Everett.
Jeffrey Adam Everett (né le 5 février 1977 à Austell, Géorgie, États-Unis) est un joueur d'arrêt-court de baseball ayant joué dans les Ligues majeures de 2001 à 2011, notamment pour les Astros de Houston. Il fait ensuite partie du personnel d'instructeurs des Astros.

## Carrière

### Astros de Houston
Adam Everett est repêché à la fin de ses études secondaires par les Cubs de Chicago le 1er juin 1995, mais il préfère poursuivre ses études à l'université d'État de Caroline du Nord puis à l'université de Caroline du Sud, où il joue avec les Gamecocks de la Caroline du Sud. Il rejoint les rangs professionnels après le repêchage amateur du 2 juin 1998. Il est sélectionné par les Red Sox de Boston au premier tour (12e choix). Adam est transféré chez les Astros de Houston le 14 décembre 1999.
Sélectionné en équipe des États-Unis pour les Jeux olympiques de Sydney en juillet 2000, Adam revient d'Australie avec une médaille d'or. 
Il fait ses débuts en Ligue majeure le 30 août 2001 et devient titulaire au poste d'arrêt-court à partir de 2003. Il prend part à la belle saison 2005 des Astros qui se poursuit jusqu'en Série mondiale, où l'équipe s'incline face aux White Sox de Chicago.
Sa saison 2007 est écourtée par une blessure à la suite d'une violente collision avec le champ gauche Carlos Lee. 

### Twins du Minnesota
Devenu agent libre après la saison 2007, il s'engage pour une saison avec les Twins du Minnesota. Il conserve le même salaire que la saison précédente chez les Astros : 2,8 millions de dollars. 
Placé deux fois longuement sur la liste des blessés (du 15 avril au 2 mai puis du 22 mai au 20 juillet) Adam ne participe qu'à 48 matchs sous les couleurs des Twins.

### Tigers de Détroit
Il rejoint les Tigers de Détroit pour la saison 2009 pour un salaire d'un million de dollars. Après la saison 2009, il s'entend avec Detroit pour une saison supplémentaire.

### Indians de Cleveland
Agent libre à l'automne 2010, il s'engage avec les Indians de Cleveland via un contrat de Ligues mineures le 16 décembre 2010. Il est libéré par les Indians le 30 juin 2011 après 34 parties jouées.
Il annonce sa retraite de joueur en janvier 2012 lorsqu'il se joint à l'organisation des Indians de Cleveland comme assistant aux opérations baseball.

## Carrière d'instructeur
Everett retrouve l'organisation des Astros en 2013 alors qu'il est instructeur dans le réseau de clubs affiliés à la franchise dans les ligues mineures. Le 1er septembre 2014, il rejoint les majeures et est nommé instructeur de banc des Astros en remplacement de Dave Trembley. En 2015, il demeure au sein du personnel d'instructeurs, entraînant alors les joueurs de champ intérieur.

## Statistiques
| Saison | Équipe    | G   | AB   | R   | H   | 2B  | 3B | HR | RBI | SB | BA   |
| ------ | --------- | --- | ---- | --- | --- | --- | -- | -- | --- | -- | ---- |
| 2001   | Houston   | 9   | 3    | 1   | 0   | 0   | 0  | 0  | 0   | 1  | .000 |
| 2002   | Houston   | 40  | 88   | 11  | 17  | 3   | 0  | 0  | 4   | 3  | .193 |
| 2003   | Houston   | 128 | 387  | 51  | 99  | 18  | 3  | 8  | 51  | 8  | .256 |
| 2004   | Houston   | 104 | 384  | 66  | 105 | 15  | 2  | 8  | 31  | 13 | .273 |
| 2005   | Houston   | 152 | 549  | 58  | 136 | 27  | 2  | 11 | 54  | 21 | .248 |
| 2006   | Houston   | 150 | 514  | 52  | 123 | 28  | 6  | 6  | 59  | 9  | .239 |
| 2007   | Houston   | 66  | 220  | 18  | 51  | 11  | 1  | 2  | 15  | 4  | .232 |
| 2008   | Minnesota | 48  | 127  | 19  | 27  | 6   | 1  | 2  | 20  | 0  | .213 |
| 2009   | Détroit   | 118 | 345  | 43  | 82  | 21  | 0  | 3  | 44  | 5  | .238 |
| 2010   | Détroit   | 31  | 81   | 6   | 15  | 5   | 0  | 0  | 4   | 2  | .185 |
| Totaux | Totaux    | 846 | 2698 | 325 | 655 | 134 | 15 | 40 | 282 | 66 | .243 |

Note : G = Matches joués ; AB = Passages au bâton; R = Points ; H = Coups sûrs ; 2B = Doubles ; 3B = Triples ; 
HR = Coup de circuit ; RBI = Points produits ; SB = Buts volés ; BA = Moyenne au bâton.